# Петрилова (Караш-Северин)
Петрилова (рум. Petrilova) насеље је у Румунији у округу Караш-Северин у општини Чукичи. Oпштина се налази на надморској висини од 196 m.

## Становништво
Према подацима из 2002. године у насељу је живело 181 становника, од којих су сви румунске националности.